# Клуб НЛО
Вижте пояснителната страница за други значения на НЛО.
Клуб НЛО е българско предаване, излъчвано от Канал 1 в периода 1996 – 2004 г.
Началото си води от 1981 г., когато бива заснет филмът „Оркестър без име“. Велко Кънев, Георги Мамалев и Павел Поппандов основават поп групата НЛО през 1983 г. и имат огромен успех. Тринадесет години по-късно, през 1996 г., те правят собствено телевизионно шоу, което наричат Клуб НЛО. Излъчено е за първи път по Канал 1 на БНТ на 24 май 1996 г. В него те канят и нови актьори: Катерина Евро (също участничка в "Оркестър без име"),  Антон Радичев (също участник в „Оркестър без име“), Петър Попйорданов - Чочо и Мария Сапунджиева. Предаването се състои от скечове и песни, които предимно са пародии на злободневни събития.
През 1999 г., Клуб НЛО издава албума „Кръц“, чиято едноименна песен е пародия на песен от Дана Интернашънъл и осмива предразсъдъците към женския пол от онова време. По конкретно осмива идеята че атрактивните жени ще получат всичко което искат от успешните мъжете около тях, без нужда сами да работят и постигнат успех. Времето на прехода е било тъмно и трудно време за Българите, за това лиричният герой се предава, имайки предвид, че не може да постигне успех сам и очаква като атрактивна жена това да му бъде подарено. Това е коментар на трудното време и предразсъдъци и няма нищо общо с модерният концепт на трансджендъризъмa.
Режисьор на предаванията е Боряна Пунчева
Автори на скечовете са Любомир Пеевски, Весел Цанков, Димитър Бежански, Валери Какачев, Виктор Самуилов, Ганчо Ганчев и други. До 1997 повечето от песните на "Клуб НЛО" са писани от Недялко Йорданов. Емблематични остават песните "Ванечка" и "Гусин Иванов".
След 2003 г. популярността на шоуто постепенно намалява, за да се стигне и до свалянето му от екран през есента на 2004 г.
През 2007 г. Клуб НЛО прави специален новогодишен епизод по сценарий на Хачо Бояджиев. Актьорите са водещи на цялата новогодишна програма.
На 1 януари 2009 г. НЛО е поканено на концерта по случай „50 години БНТ“, което е и поводът БНТ да излъчи повторения на следните предавания на НЛО:
- На 1 февруари 2009 г. е повторен епизод от юли 1999.
- На 29 март 2009 е повторен епизод от 1998 г.
- На 5 април 2009 г. е повторен епизод от май 2001 г.
- На 3 май 2009 г. е повторен епизод от 31 декември 2000 г.
- На 19 юли 2009 г. е повторен епизод от ноември 1999 г.
- На 9 август 2009 г. е повторен епизод от октомври 1996 г.
- На 25 октомври 2009 г. е повторен епизод от 31 юли 1998 г.
- На 21 ноември 2009 г. повторен епизод от 1997 г.
- На 28 ноември 2009 г. е повторен епизод от март 1998 г.
- На 7 февруари 2010 г. отново е повторен същият епизод като от 29 март 2009 г.
- Повторения на Клуб НЛО продължава да има по БНТ САТ и през 2010 г.

Един от създателите на Клуб НЛО – Велко Кънев, умира от рак на гласните струни на 11 декември 2011 г. На 5 май 2013 г. умира и Чочо Попйорданов.
През февруари 2013 г. БНТ започва рубриката „Ретро следобед“, в която излъчва повторения на Клуб НЛО всеки понеделник. Към 8 март 2013 г. повторените епизоди са същите като през 2009 г., като единственият излъчен епизод, който не е излъчван през 2009 г., е концертът на НЛО от януари 2000 г. Повторения на различни от 2009 г. епизоди са както следва:
- На 4 март 2013 г. е излъчен епизод от януари 2000 г.
- На 18 март 2013 г. е излъчен епизод от 1996 г.

## Състав
- Велко Кънев
- Георги Мамалев
- Павел Поппандов (до 1997)
- Катерина Евро
- Антон Радичев
- Петър Попйорданов
- Мария Сапунджиева
- Теодор Елмазов
- Димитър Рачков
- Мария Статулова
- Илия Вангелов
- Кръстьо Лафазанов

В епизодите периодично участват: Виктор Калев, Христо Гърбов, Малин Кръстев, Стефания Колева, Георги Калоянчев, Деси Бакърджиева, Надя Тодорова, Васил Попов, Вълчо Камарашев, Карла Рахал, Весела Кирова и други.

## Герои
Някои от популярните образи, наложени в шоуто, са Тримата в кухнята, полицаят-докладващ, редник Каракочев и старшинката, Матрашки, Митьо и Еленка, Мара, Рангел, Латин и Теменужка, Бат Сали и Седефчо, Зюмбюла, момичето от провинцията, Драгомир Драгомиров Драгостинов от Драгоман, Любов Френска, Луков, Шекер Шекеров, Професор Гучев, асистент Драганова, Чичо доктор и Жоржет.

## Музикални албуми
- Шоу програма I (1987)
- Шоу II (1988)
- Писмо до Сицилия (1990)
- Партии любими (1991)
- Ех, Канада (1995)
- На кокили (1996)
- Петък 13 (1998)
- Кръц (1999)
- 100% (2000)